# 忠州ヒュンメルFC
忠州ヒュンメルFC（チュンジュヒュンメルFC、朝鮮語: 충주 험멜 축구단、英語: Chungju Hummel Football Club）は、大韓民国忠清北道忠州市をホームとする大韓民国のプロサッカークラブであった。デンマークのスポーツ用品メーカーであるヒュンメルの韓国法人（ヒュンメルコリア）がオーナー企業だった。
Kリーグに初めて昇降格制度が導入されたシーズンである2013年にKリーグチャレンジ（2部）に参加した。 
ホームスタジアムは忠州総合運動場だった。

## 歴史
母体は1974年5月にソウル特別市で結成された「月渓サッカー会」である。このチームの運営メンバーだった月渓サッカー社が、ヒュンメルと契約し1999年に「ヒュンメルコリアFC」が設立された。
その後は本拠地をソウル特別市内や京畿道内を転々と移していたが、2010年に忠州に移転し現クラブ名に改称。2012年のナショナルリーグの試合で1万4000人の観客数を記録し、同リーグ新記録を樹立した。
2013年にKリーグに参加し、忠清南北道合わせて唯一のKリーグクラブであった。なお、忠清地域としては道に属しない大田広域市を本拠とする大田シチズンがあった。2016年までKリーグチャレンジ（2部相当）に属し、Kリーグクラシック(1部)に一度も昇格できなかった。2016年シーズン終了後、本拠地を忠州から移転することにし新本拠地を探したが難航したため、同シーズン限りでのKリーグチャレンジ脱退の意思を表明し、2017年1月に脱退が承認され解散となった。
忠州ヒュンメルFC解散後、忠清北道は2023年に忠北清州FCが参入するまでKリーグクラブが存在しない唯一の道となっていた。一方、忠清南道については2017年に韓国警察庁のサッカー団が安山市から牙山市に移転して牙山ムグンファFCとなり、2020年に市民クラブ化されて忠南牙山FCとなっている。また、2023年には天安シティFCもKリーグに参入した。

## 過去の成績
| シーズン | リーグ            | 順位 | 試 | 勝 | 分 | 敗 | 得 | 失 | 差  | 点 | カップ    |
| -------- | ----------------- | ---- | -- | -- | -- | -- | -- | -- | --- | -- | --------- |
| 2013     | Kリーグチャレンジ | 8位  | 35 | 7  | 8  | 20 | 33 | 59 | −26 | 29 | ベスト32  |
| 2014     | Kリーグチャレンジ | 9位  | 36 | 6  | 16 | 14 | 37 | 57 | −20 | 34 | 2回戦敗退 |
| 2015     | Kリーグチャレンジ | 11位 | 40 | 10 | 11 | 19 | 49 | 65 | −16 | 41 | ベスト16  |
| 2016     | Kリーグチャレンジ | 10位 | 40 | 7  | 8  | 25 | 42 | 62 | −20 | 29 | 3回戦敗退 |

## 歴代監督
- アン・スンイン 2016
- 金鍾弼 2013-2015
- 李在哲 2012-2013

## 歴代所属選手
- 朴鎭琇
- ラファエル・ハットン 2016